# Aston Butterworth
 Aston Butterworth  és un constructor anglès de cotxes que va arribar a construir monoplaces per disputar curses a la Fórmula 1.

## Història
Aston Butterworth va ser fundada per Bill Aston, que va decidir construir monoplaces per disputar la Fórmula 2 copiant el xassís de Cooper i posant-hi un motor fer per Archie Butterworth.
Per problemes econòmics no van poder seguir amb el desenvolupament dels cotxes i van haver de deixar la competició.

## A la F1
A les temporades 1952 i 1953 el campionat de Fórmula 1 i de Fórmula 2 va ser el mateix, disputant alhora les curses per aconseguir més monoplaces corrent i per tant, més espectacle.
Va haver-hi presència de cotxes Aston Butterworth en un total de 4 curses de la F1, totes dins la temporada 1952.

### Resultats a la Fórmula 1
| Any  | Pilot                  | 1   | 2   | 3       | 4   | 5       | 6       | 7   | 8       | Posició | Punts |
| ---- | ---------------------- | --- | --- | ------- | --- | ------- | ------- | --- | ------- | ------- | ----- |
| 1952 | B.Aston, R.Montgomerie | SUI | 500 | BEL Ret | FRA | GBR NVS | ALE Ret | HOL | ITA NVQ | -       | 0     |